# Aeolesthes sticheri
Aeolesthes sticheri là một loài bọ cánh cứng trong họ Cerambycidae.